# Biba Sakurai
Biba Sakurai (jap. 桜井 美馬, Sakurai Biba; * 8. Juni 1989 in Sakai) ist eine japanische Shorttrackerin.
Sakurais erstes internationales Großereignis waren die Juniorenweltmeisterschaften Anfang 2006 in Miercurea Ciuc. Dort schied sie über 1500 Meter erst im Halbfinale durch eine Disqualifikation aus, auf den anderen Distanzen kam sie nicht über die Vorläufe hinaus. Noch in der Saison 2006/07 setzte der japanische Verband sie erstmals im Shorttrack-Weltcup ein, wo sie auf Anhieb über 500 Meter nur knapp die Top 10 verpasste. Mit der Staffel erreichte sie sogar beim zweiten Weltcup in Jeonju den dritten Rang. Auch in den Einzelrennen gelang ihr bald der Sprung unter die besten Zehn mit einem zehnten Platz in Montréal über 1500 Meter. Die Juniorenweltmeisterschaft in Mladá Boleslav beendete sie abgeschlagen auf dem 35. Rang, bei der Weltmeisterschaft wurde sie immerhin gute 24.
Der Weltcup 2007/08 verlief für Sakurai sehr erfolgreich, vor allem bei den späteren Weltcups platzierte sie sich häufiger gut. Mit einem achten Rang beim vierten Weltcup in Turin verbesserte sie ihre bis dahin beste Leistung um zwei Ränge, beim Saisonfinale in Salt Lake City gelang ihr schließlich ein sechster Platz. Zudem schaffte sie Rang 16 bei der Junioren-WM und Rang 27 bei der Weltmeisterschaft im Erwachsenenbereich. Nachdem sie bei den ersten beiden Stationen der Weltcupsaison 2008/09 nicht an den Start gegangen war, schaffte Sakurai in Peking erneut einen achten Platz.